# Putridarium

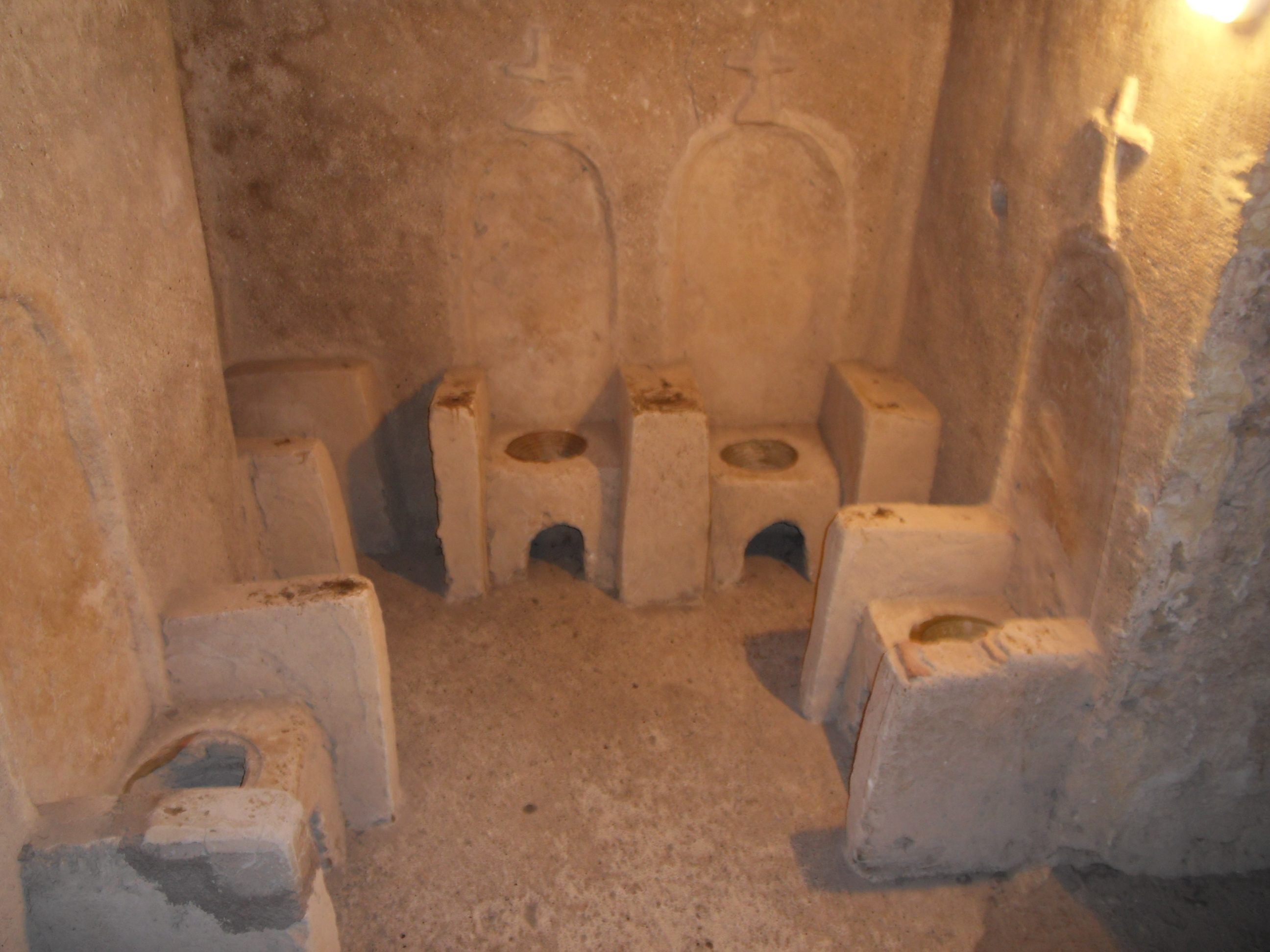
Putridarium i det forna klarisserklostret på ön Ischia.

Putridarium (av latinets putrefieri, "ruttna", "upplösas") är en underjordisk kammare dit döda munkar och nunnor fördes. Istället för att begravas i kistor sattes liken på tronliknande sittplatser. Sätet hade ett stort hål i vilket de ruttnande likens kroppsvätskor rann. När kropparna hade förtorkat, fördes de till ossarier för begravning.

## Putridarier i Italien
- Ariano Irpino: cripta del Museo Diocesano
- Cairate: chiesa "vecchia" del monastero di Santa Maria Assunta
- Fiumedinisi: chiesa matrice
- Ischia: Cimitero delle clarisse
- Milano: San Bernardino alle Ossa
- Neapel: Catacombe di San Gaudioso
- Neapel: Santa Maria Antesaecula
- Neapel: Santa Maria delle Anime del Purgatorio ad Arco
- Oppido Lucano: Chiesa Matrice dei Santi Pietro e Paolo
- Palagonia: Eremo di santa Febronia
- Palermo: Catacombe dei Cappuccini
- Palermo: Oratorio del Carminello
- Piazza Armerina: Madonna del Carmine
- Riposto: Madonna della Lettera
- Rom: Sant'Andrea delle Fratte
- San Marco d'Alunzio: Chiesa dell'Aracoeli
- Savoca: Santa Maria in Cielo Assunta
- Tramonti: Monastero dei Santi Giuseppe e Teresa a Pucara
- Troina: Cripta di Santa Lucia nella Chiesa del Santissimo Sacramento
- Tusa: Sepolcro della Confraternita del Santissimo Sacramento, Maria Santissima Assunta
- Valenza Po: Santissima Annunziata